# Ibn al-Haitham (Chronist)
Abu Abdallah Dschafar ibn Ahmad al-Aswad ibn al-Haitham (arabisch أبو عبدالله دفر بن أحمد الأسود بن الهيثم, DMG Abū ʿAbd Allāh Ǧaʿfar ibn Aḥmad al-Aswad ibn al-Haiṯam) war ein Missionar der Ismailiten und Chronist im 10. Jahrhundert.
Ibn al-Haitham stammte aus Kairuan in der damaligen Provinz „Afrika“ (Ifrīqiya) (heute Tunesien), das aus dem ehemaligen Lager (al-qairawān) des arabischen Invasionsheeres hervorgegangen war, welches im 7. Jahrhundert diese Provinz für den Islam erobert hat. Seine Familie gehörte ursprünglich der Schia der Zaiditen an, er selbst aber konvertierte zunächst zu den „Zwölfern“, bevor er sich schließlich am Ende des 9. Jahrhunderts von Abū ʿAbdallāh asch-Schīʿī zur Lehre des Ismailitentums bekehrten ließ, für die er später ebenfalls als Missionar (dāʿī) tätig wurde. Ab dem Jahr 909 wurde er ein Augenzeuge vom Sturz der Staathalterdynastie der Aghlabiden und der Proklamation des Imams der Ismailiten al-Mahdi zum ersten Kalifen der Fatimiden in Raqqada. 
Ibn al-Haitham ist neben Dschafar dem Kämmerer einer der frühsten Chronisten der Fatimidendynastie. Als Abschrift überliefert ist sein „Buch der Disputationen“ (Kitāb al-Munāẓarāt), eine Rekonstruktion seiner persönlichen Unterredungen mit den Führern der Ismailiten von Afrika Abu Abdallah Hussein asch-Schi‘i und dessen Bruder Abu’l-Abbas aus den Monaten (März 909 bis Januar 910) vor der Proklamation des Fatimidenkalifats.
Heinz Halm schrieb ihm auch die Autorenschaft bei der Vita des Mahdi (Sīrat al-Imām al-Mahdī) zu. Diese Lebensbeschreibung endet mit dem Tod des Mahdi 934. Auch dieses Werk ist nur als Abschrift aus dem 15. Jahrhundert (im ʿUyūn al-Akhbār des Imad ad-Din Idris, † 1468) erhalten. Die Fragmente wurden von Samuel M. Stern ediert, ohne deren Herkunft zu erkennen.